# Gelong (socken i Kina)
Gelong (kinesiska: 格龙, 格龙乡) är en socken i Kina. Den ligger i den autonoma regionen Tibet, i den sydvästra delen av landet, omkring 640 kilometer nordost om regionhuvudstaden Lhasa.
Genomsnittlig årsnederbörd är 842 millimeter. Den regnigaste månaden är juli, med i genomsnitt 198 mm nederbörd, och den torraste är december, med 3 mm nederbörd.